# ناثانيل بندلتون
ناثانيل بندلتون (بالإنجليزية: Nathaniel Pendleton)‏ هو محامي وقاضي أمريكي، ولد في 27 أكتوبر 1756 في مقاطعة نيوكينت في الولايات المتحدة، وتوفي في 20 أكتوبر 1821 في هايد بارك في الولايات المتحدة.